# ФК Уест Бромич Албиън
Футболен Клуб Уест Бромич Албиън (на английски: West Bromich Albion F.C.), (известен още като Уест Бром, Албиън, У.Б.А. или просто Уест Бромич) е професионален английски футболен отбор от Уест Мидланс, който през сезон 2021/22 ще се подвизава в Чемпиъншип.

Клубът е сформиран през 1878 от работници от „Салтърс Спринг Уъркс“. Своите домакински срещи провеждат на Халторнс от 1900 г. 'Албиън' (както е известен клубът) са един от 12-те създатели на английската Футболна Лига (през 1888 г.) - първата професионална такава в историята. Клубът прекарва повечето от историята си (82 сезона, към юли 2021) състезавайки се в най-високото ниво на футбола в страната (в момента 'Премиършип'). Печелили са само веднъж Първата лига на Англия (Премиършип) през сезон 1919/20. Но за сметка на това са печелили пет пъти ФА Къп. От Уест Мидланс са още техните големи опоненти Астън Вила, но техен най-голям враг са Уулвърхямптън.
Уест Бром заедно с Блекбърн притежават рекорд от 23 януари 2011 г. за най-голям брой националности – 22 (двадесет и две), представени от играчите в съставите на двата отбора в мач от Премиерната лига на Англия.